# Miguel Aires Maldonado
Miguel Aires Maldonado ou Miguel Arias Maldonado (Ilhas Canárias – Rio de Janeiro, 21 de fevereiro de 1650) foi um militar e explorador português, líder e relator da expedição dos Sete Capitães, e um dos primeiros colonizadores da região norte fluminense.

## Biografia
Era de origem espanhola, tendo nascido nas ilhas Canárias. Emigrou para o Brasil durante o período da União Ibérica em que havia apenas um rei sobre a Espanha e sobre Portugal. Instalou-se na capitania de São Vicente, onde, em 29 de dezembro de 1593, requereu ao capitão Jorge Correia uma sesmaria na baía de Angra dos Reis. Segundo testemunham os próprios jesuítas, de quem foi adversário acérrimo, tinha grande prestígio e influência.
Depois de 1613 mudou-se para a capitania do Rio de Janeiro. Teve engenhos de açúcar, um dos quais na atual ilha do Governador e outro na Tijuca, em terras vizinhas, os dois, das terras de Salvador de Sá.
Em 1621 fez uma entrada ao rio Paraguai para comerciar pela via do rio Tietê.
Em 1623 era vereador da câmara do Rio de Janeiro.
Em 1633 requereu ao capitão de Itanhaém, Francisco da Rocha, umas terras "detrás da serra de Angra dos Reis para o sertão, onde está um pico alto que chamam o Frade".
Devido aos serviços de guerra prestados durante mais de 25 anos, passou a ser considerado um dos chamados "homens bons" da terra. Também era conhecido como adversário dos Jesuítas devido a oposição que estes faziam a escravidão dos índios. Utilizando seu grande prestígio e influência, em 1627 requereu e recebeu junto com os chamados Sete Capitães as terras da região norte fluminense cuja colonização tinha sido abandonada pelos donatários da Capitania de São Tomé e que estavam pouco habitadas depois das guerras que dizimaram as tribos goitacazes.
De 1632 a 1634, com seu sogro, João de Castilho Pinto liderou as expedições dos Sete Capitães que exploraram a sesmaria recebida no norte fluminense. Estas explorações e os vários topônimos que batizaram foram descritos no relato que ele escreveu, atualmente conhecido como "Roteiro dos Sete Capitães, cujo título original era "Descrição que faz o capitão Miguel Aires Maldonado e o capitão José de Castilho Pinto e seus companheiros dos trabalhos e fadigas das suas vidas, que tiveram nas conquistas da capitania do Rio de Janeiro e São Vicente, com a gentilidade e com os piratas nesta costa”.
Instalou currais para criação de gado na região de campos naturais que descobriu na barra do Furado, perto do canal das Flexas, entre Quissamã e Campos dos Goytacazes, iniciando assim a colonização da região. A conquista e colonização da chamada Paraíba do Sul (norte fluminense), assim com vários outros serviços de valor prestados ininterruptamente de 1580 a 1640, fizeram com que o rei de Portugal o agraciasse com a mercê do hábito da Ordem de Avis em 12 de janeiro de 1646.
Morreu quando exercia o cargo de provedor da Santa Casa de Misericórdia do Rio de Janeiro, o que já tinha feito diversas vezes. Deixou casas na cidade Rio de Janeiro, algumas das quais doadas aos frades da Ordem do Carmo.

## Família
Casou na capitania de São Vicente com uma filha de Amador de Medeiros, grande potentado do seu tempo, recebendo como herança do sogro uma grande sesmaria onde hoje é a região do ABC Paulista. Por volta de 1633 já era pai de Bento Soares Maldonado, de Leandro Soares Maldonado e de Catarina Pinto Machado.
Enviuvando, casou-se em 1633 na cidade do Rio de Janeiro com Bárbara Pinto de Castilho, filha de João de Castilho Pinto.
Sua filha, Maria Maldonado, casou com Francisco Cabral.